# Zacheusz z Jerozolimy
Zacheusz z Jerozolimy (zm. 116 w Jerozolimie) – czwarty biskup Jerozolimy, święty Kościoła katolickiego i prawosławnego.

## Życiorys
Pochodził z rodziny judeochrześcijańkiej. Jak podaje Euzebiusz z Cezarei, był biskupem Jerozolimy w latach 112–116. Wspomniany również przez Epifaniusza z Salaminy. Czczony jako święty, jego wspomnienie obchodzone jest 23 sierpnia.